# Troldbunden
 For alternative betydninger, se Troldbunden (flertydig). (Se også artikler, som begynder med Troldbunden)
Troldbunden (engelsk originaltitel: Spellbound) er en psykologisk thriller fra 1945 instrueret af Alfred Hitchcock med Gregory Peck og Ingrid Bergman i de to centrale roller. Peck spiller en mand med hukommelsestab, der tilsyneladende har myrdet en psykiater og taget hans plads. Bergman spiller en psykiater, der ved hjælp af psykoanalyse prøver at hjælpe ham, mens politiet søger at få fat i ham.